# Szekecs István
Szekecs István (ukránul: Іштван Йожефович Секеч, István Jozsefovics Szekecs, oroszul: Иштван Йожефович Секеч, István Jozsefovics Szekecs (Beregszász, 1939. december 3. – 2019. január 28.) magyar származású ukrán/orosz és szovjet labdarúgócsatár. Szovjet sportmester (1965) és Kárpátalja első sportolója, aki pályafutása során három volt szovjet tagköztársaságban — Ukrajna, Tádzsikisztán és Üzbegisztán — is kiérdemelte az Érdemes labdarúgóedző megtisztelő címet.

## Pályafutása

### Játékosként
A lakhelye szerinti utcacsapatban kezdett el focizni, és itt fedezték fel nem mindennapi képességeit. Felfigyeltek rá, s hamarosan magára húzhatta az ismert beregszászi csapat, a Kolhoznyik mezét (első ifikori edzői Koth Ferenc és Gácsi Béla voltak). 1956-ban a városi iskola-válogatott középcsatára lett, majd beválogatták a megyei válogatottba is, amely megnyerve a zonális bajnokságot csak az országos döntőben marad alul a kijeviekkel szemben. Ezt követően, a középiskola befejezése után hívták meg őt az ukrán másodosztályú rovnói Kolhoznyik csapatába (1957), majd Kárpátalja legismertebb együttesébe — az ungvári Szpartakba, amelynek vezetőedzője Mihalina Mihály volt. Ugyanakkor bekerült a szovjet U-18-as labdarúgó-válogatottba is (1958). Azután pedig az kijevi Dinamo tartalékkerete következett, de kétszer szerepelt a legjobb ukrán klub első csapatában is (1959). Az 1960-1963-as években a ternopoli és a harkovi Avanhardot erősítette, azután a lembergi SZKA, a moszkvai CSZKA és az odesszai SZKA következett. A másodosztályú lembergi SZKA  labdarúgócsapatával ukrán bajnok lett (1965), játszhatott a szovjet kupa negyeddöntőjében (1964) és ott kapta meg a sportmesteri címet is. Majd egy szezonra őt átvezényelték az első osztályban szereplő moszkvai CSZKA-hoz (1966), de az igazi tehetsége 1967-1972 között bontakozott ki az odesszai Csernomorec csapatnál, amelynek meghatározó játékosává vált: erős testalkatú, mindig gólra törő, társait is maga után húzni tudó támadóvá. Ezért őt 1969-1971 között egyhangúlag megválasztották a csapat kapitányává. Végül is 223 hivatalos mérkőzést játszott a szovjet legfelsőbb ligában, melyeken 47 gólt lőtt. Futballcipőit 1972-ben akasztotta szögre a nyikolajevi Szudosztroitely játékosaként. István ezzel egy időben szorgalmasan tanult és sikeresen elvégezte az Odesszai Pedagógiai Főiskolát, majd ugyanott az aspirantúrát is.

### Edzőként
Barátai ajánlására 1973-ban az első liga egyik sereghajtójának, a dusanbei Pamír vezetőedzőjévé nevezték ki. Szekecs István itt csodát művelt: a bajnokság hátralévő hét meccsét vereség nélkül abszolválta a csapat. A következő szezonra már azt a célt tűzték elé, hogy az első tíz között végezzen a csapat. Kilencedikként érkeztek a finisbe, végül 5. hely lett a vége. Óriási siker! El is csábították a lembergi Kárpáti-hoz, mely válságos időszakot élt át annak ellenére, hogy a helyi vezetés mindenáron a Galíciát méltón képviselni képes csapatot akart összehozni. Az addigi edző, a szintén kárpátaljai Juszt Ernő ugyanis nem bírta tovább elviselni az akkor éppen rá nehezedő nyomást, ezért lemondott. De a klub vezetői továbbra is az akkor igencsak híres és elismert kárpátaljai futballt kívánták favorizálni, s ezért esett Szekecsre a választás. Irányításával a Kárpáti-nak végül is, közös erőfeszítésekkel, 1979-ben sikerült megvalósítania leghőbb vágyát, és feljutott a felső ligába. Később a taskenti Pahtakor-nál megüresedett helyre hívták Istvánt. Hat éven át vezette ezt a csapatot. Tiszta lappal kezdett, fokozatosan építette fel az alapkeretet, s ami a legfőbb — alapjában véve a helyi tehetséges fiatalokra támaszkodott. És a siker sem maradt el: 1982-ben a Pahtakor megismételte azelőtti legjobb teljesítményét — a tabella 6. helyén végzett a legfelsőbb ligában, ami a beregszászi, egykoron «rongylabdákat rugdosó gyerek» pályafutásának legnagyobb edzői sikere lett. Persze, a siker után hívták a moszkvai CSZKA-ba és máshová, de a legjobb ajánlatokat sem cserélte fel Taskenttel. Persze, az eufória-hangulat nem tartott sokáig, a meghatározó „légiósok” egymás után elhagyták a számukra idegen és távoli várost, s ennek következtében a csapat ismét visszakerült az első ligába. Rögtön meg is találták a «bűnöst» — Szekecs személyében.
Így szerződött István az ukrán másodosztályban szereplő Hmelnickijbe, a Podolje-hoz, mellyel előbb a 8., majd a 7. helyen végeztek. Az 1988/1989-es szezonban viszont már a lembergi SZKA Kárpáti edzője volt, de ott másfél év alatt nem ért el kimagasló sikert. Közben őt váratlanul meghívták Sepetovkába, ahol egy helyi üzletember akart egy jó csapatot alakítani. 2000 és 2002 között, két év alatt Szekecs István a szövetségi második ligába vezeti a csapatot, majd, az önálló ukrán bajnokság megszervezése után, a nemzeti felső divízióban debütál. De ahogy az gyakran megtörténik, a szponzor csődbe ment, így mindkettőjük ambiciózus tervei megfeneklettek. Szekecs ekkor Munkácsra érkezett a Priboriszthoz, de ott nem kapott méltó ajánlatot, és el kellett hagynia nemcsak szülőföldjét, de Ukrajnát is.
Szekecs István még az 1990-es évek elején el akarta hagyni a FÁK területét, amikor a Ferencváros ifjúsági csapatához szerződtették. A budapesti klubnál azonban mindössze két hónapot töltött és szerződést bontott. Akkor már a távol-keleti Nahodkában várták az Okeán-nál, majd a vlagyivosztoki Lucs-nál, ahol sikeresen kamatoztatta és adta át tapasztalatait. 1997-ben a Krasznojarszki Alumíniumgyár szerette volna a nagy futballt visszahozni a városba és őt kérték fel a Metalurg vezetésére. A tapasztalt trénernek elsőre sikerült teljesítenie a megbízást — a csapatot az első divízióba vezette. Viszont rövidesen problémák merültek fel az alumíniumgyár vezetésében, rövid időre meg is szűnt a csapat finanszírozása és ezért a szerződést felbontotta.
Szibériából a Szocsibeli Zsemcsuzsiná-hoz ment át, mely akkor a felső ligában játszott. Viszont kiderült, hogy a városvezetés nem akarja fenntartani a csapatot, befagyasztották finanszírozását, így a klubot elhagyták legjobb játékosai. 2002-ben Tádzsikisztánból jött a következő ajánlat — Turszunzade város Regar nevezetű csapatához hívták, melyet rövidesen a közép-ázsiai ország legjobbjai közé vezetett. Utolsó munkahelyei voltak az örmény Mika és a tádzsik CSZKA Pamír csapatok.

## Sikerei, díjai
Ukrajna
- Ukrán labdarúgó-bajnokság
  - bajnok: 1965
- ’’Ukrajna érdemes labdarúgóedzője’’: 1979

Szovjetunió
- Szovjet labdarúgó-bajnokság (első osztály)
  - 5. hely: 1966
  - 6. hely: 1982
- ’’Szovjet sportmesteri cím’’: 1965
- Szovjet kupa
  - negyeddöntős (2): 1964, 1967
  - nyolcaddöntős: 1970
  - elődöntős: 1979

Tádzsikisztán
- ’’Tádzsikisztán érdemes labdarúgóedzője’’: 1977

Üzbegisztán
- ’’Üzbegisztán érdemes labdarúgóedzője’’: 1983

## Ajánlott irodalom
- Fedák László. Kárpátalja a sporteredmények tükrében (53., 57., 58. 110., 115. és 138. oldal). Ungvár: Karpati (1994) (ukránul)
- Krajnyanica Péter. A kárpátaljai labdarúgás története (174. és 175. oldal). Ungvár: Karpati (2004) (ukránul)
- Mihalina László. Otthon minden kő megsegít... (98. oldal). Vác: Kucsák Könyvkötészet és Nyomda (2011)

## Fordítás
- Ez a szócikk részben vagy egészben  az   Isztwan Sekecz című lengyel Wikipédia-szócikk ezen változatának fordításán alapul.  Az eredeti cikk szerkesztőit annak laptörténete sorolja fel. Ez a jelzés csupán a megfogalmazás eredetét és a szerzői jogokat jelzi, nem szolgál a cikkben szereplő információk forrásmegjelöléseként.